# Parc national des gorges de Rivière Noire
Le parc national des gorges de Rivière Noire, ou Black River Gorges National Park en anglais, est un parc national de Maurice. Créé le 5 juin 1994, il est situé dans le sud-ouest de l'île Maurice.

## Présentation
Le parc est doté de deux centres d'information : un au Pétrin et l'autre à Grande rivière noire. Il est possible d'acheter une carte du parc et des sentiers de randonnée pour 5 roupies mauriciennes dans ces centres.
Le parc fait également partie de la réserve de biosphère des gorges de Rivière Noire - Bel Ombre, reconnue par l'Unesco en 1977.

## Faune
Le parc abrite plusieurs mammifères typiques des Mascareignes ou de Madagascar tels que le tangue ou la roussette noire. Néanmoins, c'est surtout du point de vue de la faune aviaire qu'il est le plus intéressant avec la Paille-en-queue, la crécerelle de Maurice, la perruche de Maurice, le pigeon rose, l'échenilleur de Maurice, le bulbul de Maurice, le zostérops gris de Maurice, l'oiseau blanc et le foudi de Maurice.

## Découverte du parc
Plus de 60 kilomètres de sentiers ont été tracés dans le parc. Les plus importants sont ceux menant au sommet de l'île Maurice, le piton de la Petite Rivière Noire, le macchabée trail qui rejoint les deux centres d'information et le parakeet trail.
La montagne Cocotte domine le parc.